# Bolidophyceae
Bolidophyceae é uma classe de heterocontes fotossintéticos que integram o picofitoplâncton constituindo um agrupamento taxonómico que na sua presente circunscrição taxonómica agrupa cerca de 20 espécies validamente descritas.

## Descrição
O grupo é distinguido pelo ângulo de inserção dos flagelos e pelo seu padrão de motilidade em natação, bem como pelas suas características moleculares.
As Bolidophyceae são o grupo irmão das diatomáceas (Bacillariophyceae), embora sejam organismos desprovidos da característica teca ou de estruturas siliciosas, tendo por isso sido propostos como um grupo intermédio entre as diatomáceas e os restantes heterocontes.

## Taxonomia
- Classe Bolidophyceae Guillou & Chretiennot-Dinet 1999[7]
  - Ordem Parmales Booth & Marchant 1987
    - Família Pentalaminaceae Marchant 1987
      - Género Pentalamina Marchant 1987
        - Pentalamina corona Marchant 1987

    - Família Triparmaceae Booth & Marchant 1988
      - Género Tetraparma Booth 1987
        - T. catinifera 
        - T. gracilis 
        - T. insecta Bravo-Sierra & Hernández-Becerril 2003
        - T. pelagica Booth & Marchant 1987
        - T. silverae Fujita & Jordan 2017
        - T. trullifera Fujita & Jordan 2017

      - Género Triparma Booth & Marchant 1987
        - T. columacea Booth 1987
        - T. eleuthera Ichinomiya & Lopes dos Santos 2016
        - T. laevis Booth 1987
        - T. mediterranea (Guillou & Chrétiennot-Dinet) Ichinomiya & Lopes dos Santos 2016
        - T. pacifica (Guillou & Chrétiennot-Dinet) Ichinomiya & Lopes dos Santos 2016
        - T. retinervis Booth 1987
        - T. strigata Booth 1987
        - T. verrucosa Booth 1987